# Luigi Cafiero
Luigi Cafiero (1964 – Torre Annunziata, 21 aprile 1982) è stato un uomo italiano vittima innocente della Camorra.

## Biografia
Luigi Cafiero aveva solo 18 anni, quando fu assassinato il 21 aprile del 1982 a Torre Annunziata, mentre era in compagnia della fidanzata Annamaria, in via Andolfi, a Torre Annunziata.
Un commando di camorra avvicinò il giovane chiedendogli se si chiamasse Antonio, ma egli non ebbe il tempo di replicare che fu barbaramente ucciso con undici colpi di pistola, scambiato per un altro uomo.
La fidanzata rimase ferita da cinque colpi ma riuscì a sopravvivere.
Undici anni dopo, il collaboratore di giustizia Luigi Maiolino confermò il tragico scambio di persona rivelando i nomi degli esecutori.

## Esiti del processo
Il processo, iniziato sulla base delle dichiarazioni del Maiolino, si risolse con l'assoluzione degli accusati non considerando, in questa occasione, il collaboratore attendibile.

## Memoria
Luigi Cafiero è ricordato ogni anno il 21 marzo nella Giornata della Memoria e dell'Impegno di Libera, la rete di associazioni contro le mafie, che in questa data legge il lungo elenco dei nomi delle vittime di mafia e fenomeni mafiosi.